# Sonômetro (sono)
O sonômetro é um aparelho desenvolvido pela equipe do professor Marcos Túlio de Mello, da Escola de Educação Física, Fisioterapia e Terapia Ocupacional (EEFFTO) da Universidade Federal de Minas Gerais (UFMG) que mede o nível de cansaço dos motoristas. Consiste em uma plataforma, semelhante a uma balança, que capta a falta de estabilidade do motorista. Um programa de computador transforma isso em dados e em um gráfico. Quanto mais as linhas ficarem espalhadas, maior o sono.
O equipamento, pioneiro no Brasil e no mundo, produzido no Centro de Estudo Multidisciplinar em Sonolência e Acidentes da UFMG, começou a ser utilizado, em caráter de teste, pela Polícia Rodoviária Federal (PRF) na Fernão Dias em 13 de abril de 2017, na saída para o feriado da semana santa. Minas Gerais foi o primeiro estado brasileiro a ter realizado testes com uma tecnologia que mede sono e fadiga. O aparelho foi instalado no posto da PRF, as margens da rodovia Fernão Dias, em Betim.
As primeiras experiências com o sonômetro teve a finalidade de conscientizar os motoristas sobre a importância de pegar a estrada somente se a pessoa estiver bem descansada. Novos testes serão feitos para aperfeiçoar o equipamento. Com isso, futuramente, ele pode ser regulamentado e incorporado nas ações de fiscalização dos órgãos de trânsito.
De acordo com o Ministério da Saúde, das cinquenta mil pessoas que morrem todo ano em acidentes no Brasil, quase nove mil perdem a vida porque dormiram ao volante. O sonômetro pode ajudar a identificar o nível de cansaço dos motoristas em uma blitz, por exemplo, para que eles não sigam viagem correndo risco.